# Bal Harbour
Bal Harbour és una població dels Estats Units a l'estat de Florida. Segons el cens del 2000 tenia 3.305 habitants.

## Demografia
Segons el cens del 2000, Bal Harbour tenia 3.305 habitants, 1.908 habitatges, i 812 famílies. La densitat de població era de 3.753,1 habitants per km².
Dels 1.908 habitatges en un 9,2% hi vivien nens de menys de 18 anys, en un 36,1% hi vivien parelles casades, en un 4,8% dones solteres, i en un 57,4% no eren unitats familiars. En el 50,7% dels habitatges hi vivien persones soles el 24,9% de les quals corresponia a persones de 65 anys o més que vivien soles. El nombre mitjà de persones vivint en cada habitatge era d'1,73 i el nombre mitjà de persones que vivien en cada família era de 2,49.
Per edats la població es repartia de la següent manera: un 10,2% tenia menys de 18 anys, un 3,7% entre 18 i 24, un 24% entre 25 i 44, un 24,7% de 45 a 60 i un 37,5% 65 anys o més.
L'edat mediana era de 55 anys. Per cada 100 dones de 18 o més anys hi havia 73,6 homes.
La renda mediana per habitatge era de 47.148 $ i la renda mediana per família de 83.570 $. Els homes tenien una renda mediana de 51.227 $ mentre que les dones 44.500 $. La renda per capita de la població era de 67.680 $. Entorn del 5,6% de les famílies i el 9,2% de la població estaven per davall del llindar de pobresa.

## Poblacions més properes
El següent diagrama mostra les poblacions més properes.